# Pejangki
Pejangki is een bestuurslaag in het regentschap Indragiri Hulu van de provincie Riau, Indonesië. Pejangki telt 648 inwoners (volkstelling 2010).